# Miłość (singel)
Miłość – singiel Urszuli wydany w czerwcu 2013. Piosenka promowała jej album Eony snu. Premiera utworu odbyła się na antenie Radia Zet w programie "Zet na punkcie muzyki" 7 czerwca 2013.

## Twórcy
Zespół
Urszula Kasprzak wokal, chórki, instrumenty perkusyjne, Rhodes piano
Krzysztof Poliński perkusja
Sławomir Piwowar instrumenty klawiszowe
Michał Burzymowski bas
Sławek Kosiński gitara
Piotr Mędrzak gitara, bas, moog, chórki

Materiał zarejestrowano w Red House Studio
Mix: Piotr Mędrzak w Red House Studio
Mastering: Greg Calbi w Sterling Sound NY, Tom Coyne w Sterling Sound NY
Produkcja: Piotr Mędrzak, Urszula Kasprzak

Zdjęcia: Andrzej Tyszko
Artwork: Tomasz Kudlak

## Listy przebojów
| Notowania                            | pozycja |
| ------------------------------------ | ------- |
| Liga Przebojów Radia Zet             | 21      |
| Wakacyjna Lista Przebojów Radia Wawa | 2       |
| Lista Przebojów Radia Złote Przeboje | 1       |
| Top 15 - Wietrzne Radio              | 6       |